# Miaszagori állomás
Miaszagori (Miasageori) állomás a szöuli metró 4-es vonalának állomása, mely Szöul Kangbuk-ku (Gangbuk-gu) kerületében található. 2013. december 26-ig Miaszamgori (미아삼거리, Miasamgeori) volt a neve.

## Viszonylatok
| 4-es vonal                    | 4-es vonal                | 4-es vonal                                 |
| ----------------------------- | ------------------------- | ------------------------------------------ |
| Mia Tanggoge (Danggogae) felé | személy- és expresszvonat | Kirum (Gireum) Anszan (Ansan) és Oido felé |